# Rhamphobrachium pettiboneae
Rhamphobrachium pettiboneae är en ringmaskart som beskrevs av Paxton 1986. Rhamphobrachium pettiboneae ingår i släktet Rhamphobrachium och familjen Onuphidae. Inga underarter finns listade i Catalogue of Life.